# 赤ひげ (1972年のテレビドラマ)
『赤ひげ』（あかひげ）は、1972年10月13日から1973年9月28日まで、毎週金曜20:00 - 21:00にNHK総合テレビジョンで放送されたテレビ時代劇ドラマ。
第28回文化庁芸術祭優秀賞（第19話「ひとり」）、第5回テレビ大賞優秀番組賞、第15回児童福祉文化賞を受賞した。

## 概要
山本周五郎の『赤ひげ診療譚』を原作としたドラマ。当初の企画は、司馬遼太郎原作の『尻啖え孫市』を高橋英樹主演で撮影するものだった。ところがそれを知ったドラマ部長の川口幹夫が「大河に譲ってくれ」と懇願し、振り出しに戻った。企画の吉岡利夫は、日本医師会が往診を取りやめるという話に義憤を感じて『赤ひげ診療譚』のドラマ化を発想した。しかし、黒澤明の映画『赤ひげ』があることから危惧する声が上がり、脚本を依頼した倉本聰も最初は「俺たちがどうやるのよ」という返事だった。吉岡は「黒澤さんの『赤ひげ』は人間として完全すぎる。そんなわけはないと思う。どんな名医だって人間なんだから、もっと人間臭さがあるはずだ」と倉本を説得、主人公をそのような人物として描く方向で制作された。

## あらすじ
ドラマは、長崎留学から戻った保本登が、将軍徳川吉宗の命で建てられた小石川養生所に着任するところから始まる。
養生所では、立派な赤い色をした口ひげをたくわえていたことから皆から赤ひげと呼ばれていた所長、新出去定が、江戸町奉行所の定めた規則を守らずに診療を行っていた。例えば規定の診療時間外に飛び込んで来た患者を診察したり、治療費を払えない貧しい患者からは金を取ろうとしなかった。
こうした赤ひげ流のやり方に保本は反発し、「規則ではこうなっている筈です」と声高に非難、ことごとく対立する。規則を守れと言う保本と、今までのやり方を決して変えようとはしない赤ひげ。
赤ひげに反発する保本は、「お仕着せ」と呼ばれる、養生所医師用の制服の着用を拒み、長崎で使っていた頃の自分の服で診察を続けた。
しかし、次第に赤ひげや養生所の先輩医師達、そして患者達との心の交流を通じ、医師として、そして人間として成長していった保本は、ある時からお仕着せを着用するようになる。赤ひげと対立することもなくなっていた。
保本が着任してから1年後。彼にまた長崎行きの命が下った。代わりにやって来た新人医師は、1年前の保本そっくりであった。赤ひげに反発し、規則を守れと言って譲らない新人医師。その姿を見つめる赤ひげの傍らには、お仕着せを着たまま黙って佇む保本の姿があった。

## キャスト

### 主要人物
- 新出去定（赤ひげ）：小林桂樹
- 保本登：あおい輝彦
- おせん：浜木綿子
- 冬吉：黒沢年男
- 森半太夫：有川博
- きぬ：仁科明子
- 中井良庵：柳生博
- 谷本寿安：生井健夫
- お雪：紅景子
- 市三：小鹿敦
- 天野まさを：望月真理子
- おけい：木村夏江
- 仁吉：松村彦次郎

### その他
- 竹造：日野道夫
- ちぐさ：北林早苗
- 保本の父：中村伸郎
- 浅倉喜市郎：川辺久造
- お新：七尾伶子
- 吉太郎：北浦昭義
- 小川：有馬昌彦
- とよ：山田桂子
- 木倉又三郎：小山田宗徳

ほか

## スタッフ
- 原作：山本周五郎『赤ひげ診療譚』、『あすなろう』、『柳橋物語』、『しじみ河岸』、『人情裏長屋』、『五瓣の椿』
- 演出：中山三雄、深町幸男、小林猛
- 脚本：倉本聰、石堂淑朗、横光晃、杉山義法
- 音楽：桑原研郎、渡辺岳夫

ドラマの冒頭で流れるタイトルやキャスト、スタッフ紹介の文字の背景には、滝平二郎の切り絵が使われていた。

## サブタイトル
| #  | サブタイトル         | 放送日         | 脚本     | 演出     | ゲスト | 備考     |
| -- | -------------------- | -------------- | -------- | -------- | --- | -------- |
| 1  | 小石川養生所         | 1972年10月13日 | 倉本聰   | 中山三雄 | 峯吉：石川博、なか：織賀邦江 |          |
| 2  | 狂女                 | 10月20日       | 倉本聰   | 深町幸男 | 越後屋寅吉：森雅之、おゆみ：大谷直子、北林早苗 | [ 注 1 ] |
| 3  | 野菊                 | 10月27日       | 倉本聰   | 中山三雄 | なか：大原麗子、佐八：高橋悦史 |          |
| 4  | 秋雨                 | 11月03日       | 倉本聰   | 深町幸男 | 米村：三谷昇、りつ：新藤恵美 |          |
| 5  | 三度目の正直         | 11月10日       | 石堂淑朗 | 小林猛   | 猪之：岡田裕介、きん：沢村貞子、ふみ：南風洋子、金造：高原駿雄 |          |
| 6  | 櫓の音               | 11月17日       | 倉本聰   | 山中朝雄 | 巳之吉：村井国夫、まん：小川真由美、お七：二木てるみ、田波正伯：篠田節夫 |          |
| 7  | あすなろう           | 11月24日       | 石堂淑朗 | 中山三雄 | 政：長沢良治、文次：前田吟、おしず：和佐田節子、ひろ：眉あかり |          |
| 8  | 霜夜                 | 12月01日       | 杉山義法 | 深町幸男 | 姉弟：えん：佐藤友美・朝吉：山田隆夫、海老徳：小松方正 | [ 注 1 ] |
| 9  | 阿芙蓉               | 12月15日       | 倉本聰   | 山中朝雄 | さぶ：原田大二郎 |          |
| 10 | 深川冬木町           | 12月22日       | 倉本聰   | 小林猛   | 熊五郎：谷啓、辰吉：矢野宣、みつ：岩本多代 |          |
| 11 | 大つごもり           | 12月29日       | 倉本聰   | 中山三雄 | 吉三郎：藤竜也、以助：瀬川菊之丞 |          |
| 12 | 冬の宿               | 1973年01月05日 | 倉本聰   | 中山三雄 | お秋：若尾文子、中川房之助：山本亘、村次：地井武男、りん：一の宮あつ子 |          |
| 13 | 徒労に賭ける         | 01月12日       | 石堂淑朗 | 深町幸男 | きん：田村奈巳、さわ：原良子、みつ：八代紀世美、鉄：天野新士、兼：佐藤蛾次郎、のぶ：杉山とく子、和泉屋：田中春男 |          |
| 14 | 虎落笛               | 01月19日       | 岡本克己 | 深町幸男 | 太郎：坂上忍、仙太：荻島真一、志乃：根岸明美、川辺久造、仁吉：松村彦次郎、ふみ：阿部寿美子 |          |
| 15 | 醜聞                 | 01月26日       | 石堂淑朗 | 中山三雄 | 女乞食：さくら：渡辺美佐子、吾平：藤木孝、茂助：上田忠好、みつ：藤江リカ、定公：土方弘 |          |
| 16 | ゆずり葉             | 02月02日       | 杉山義法 | 山中朝雄 | 重吉：谷幹一、お直：柳川慶子 |          |
| 17 | 凍鶴                 | 02月16日       | 倉本聰   | 小林猛   | 天野源伯：宮口精二、小池道伯：山内明、朝寝坊きらく：古今亭志ん朝 |          |
| 18 | 病人長屋東一番       | 02月23日       | 倉本聰   | 小林猛   | どぶ：毒蝮三太夫、おつぎ：横山リエ、三の字：菅井一郎、もよ：初井言榮、橋爪功 |          |
| 19 | ひとり               | 03月02日       | 倉本聰   | 中山三雄 | 小金井欧州：神田隆、堀江：荒谷公之、竹造：日野道夫、吉太郎：北浦昭義、田波正伯：篠田節夫、浅倉：川辺久造、小川：有馬昌彦、定：西村淳二、三次：冷泉公裕、ふさ：島田潤子、長吉：五島義秀、すみ：蓮川久美、うめ：岡崎夏子、とめ：神戸泰子、おみよ：佐々木植子 |          |
| 20 | 風光る               | 03月09日       | 横光晃   | 深町幸男 | 良乃：岩崎加根子 |          |
| 21 | 雪明り               | 03月16日       | 倉本聰   | 山中朝雄 | おもん：吉田日出子、おしで：八千草薫 |          |
| 22 | こんち午の日         | 03月23日       | 石堂淑朗 | 小林猛   | 本多出雲守政勝：村野武範、塚次：橋本功、おせい：赤座美代子、長二郎：林ゆたか、重兵衛：近江俊輔 |          |
| 23 | 沢根屋おとき         | 03月30日       | 倉本聰   | 中山三雄 | 喜兵衛：清水将夫、おしの：川口晶、おとき：淡島千景、岩吉：名古屋章、新市：早川保、周吉：加藤 和夫 |          |
| 24 | しじみ河岸           | 04月06日       | 石堂淑朗 | 深町幸男 | 卯之吉：堀部隆一、お篠：田島令子、源兵衛：大滝秀治、相模屋：須賀不二男、勝次：嵐芳三郎、弥五：見明凡太郎 |          |
| 25 | 陽炎                 | 04月13日       | 杉山義法 | 山中朝雄 | 記憶喪失の女：おしん：和泉雅子 |          |
| 26 | 暁を告げる声         | 04月20日       | 石堂淑朗 | 小林猛   | 杉浦：河原崎建三、山本：内田喜郎、元吉：小瀬朗、きわ：石井くに子 |          |
| 27 | 咱夫藍               | 04月27日       | 横光晃   | 山中朝雄 | 登の父：中村伸郎、幾造：大森義夫、杉浦：河原崎建三 |          |
| 28 | 種痘                 | 05月04日       | 倉本聰   | 深町幸男 | 文七：ハナ肇、三平：人見きよし、和助：井上昭文、とめ：神戸泰子 |          |
| 29 | 誤診                 | 05月11日       | 倉本聰   | 山中朝雄 | 平次：竜崎勝、さん：倉野章子、たみ：石川えり子 |          |
| 30 | 人情裏長屋           | 05月18日       | 石堂淑朗 | 小林猛   | 沖石主殿：藤木悠、竹之助：早川勝也、おとよ：山田桂子、折笠：桜井センリ、重助：吉田義夫 |          |
| 31 | 向う横丁のお稲荷さん | 05月25日       | 杉山義法 | 深町幸男 | 利助：財津一郎、元吉：江原真二郎、おぶん：水谷良重、おはま：花岡菊子、お若：笠原玲子 |          |
| 32 | 退院                 | 06月01日       | 倉本聰   | 小野剛雄 | 木倉又三郎：小山田宗徳、おこう：音無美紀子、たき：谷口香 |          |
| 33 | 氷の下の芽           | 06月08日       | 石堂淑朗 | 山中朝雄 | おえい：結城美栄子、おえいの母：おかね：日高澄子、佐太郎：植木等 |          |
| 34 | 短夜                 | 06月15日       | 杉山義法 | 中山三雄 | およね：しの：十朱幸代、源次郎：加藤嘉、佐助：高津住男、まさ：中村たつ |          |
| 35 | 生きがい             | 06月22日       | 倉本聰   | 山本壮太 | 文七：益田喜頓、定次：寺田農、かや：瀧花久子、ゆみ：長山藍子、米次：日下武史、太一：長谷川明男、長七：高木均 |          |
| 36 | 朝露に消ゆ           | 06月29日       | 岡本克巳 | 深町幸男 | 笈川哲太郎：瑳川哲朗、庄田孫兵衛：田村亮、笈川紋之助：寺田誠、千乃：梶三和子 |          |
| 37 | 逃亡記               | 07月06日       | 石堂淑朗 | 小林猛   | あつみ：鹿山有紀、半三：大出俊、みさを：みさと：うつみ宮土理、勘六：村上冬樹 |          |
| 38 | いのち               | 07月13日       | 倉本聰   | 山中朝雄 | 鉄次：ジェリー藤尾、お梶：小林千登勢、おてい：新橋耐子、津川玄三：森本レオ |          |
| 39 | 枡落し               | 07月20日       | 石堂淑朗 | 中山三雄 | みき：市原悦子、うめ：三浦真弓、芳造：柴田侊彦、千太郎：久保幸一、清水信一、幸助：松山照夫 | [ 注 1 ] |
| 40 | 約束                 | 7月27日        | 倉本聰   | 富沢正幸 | とく：奈良岡朋子 |          |
| 41 | いろは匂えど         | 08月03日       | 石堂淑朗 | 小林猛   | 菊二：沢村正一、勘助：高城淳一 |          |
| 42 | にんじん             | 08月10日       | 杉山義法 | 山中朝雄 | その：阪口美奈子 |          |
| 43 | おくめ殺し           | 08月17日       | 石堂淑朗 | 深町幸男 | 角三：浜田光夫、おくめ：香山美子、松次郎：亀石征一郎、源治：大宮敏光 |          |
| 44 | 祭り、夏草、走馬灯   | 08月24日       | 倉本聰   | 山本壮太 | 竹造：日野道夫、竜次：中野誠也、おきわ：真屋順子、三浦：清川新吾 |          |
| 45 | おせん泣かすな       | 08月31日       | 石堂淑朗 | 小林猛   | げれ松：東京ぼん太、おしの：岡田可愛、りん：三戸部スエ |          |
| 46 | 駆込み訴え           | 09月07日       | 杉山義法 | 山中朝雄 | おくに：藤村志保、島田越後守：堀雄二、六助：藤原釜足、冨三郎：青山良彦 |          |
| 47 | ひぐらし             | 09月14日       | 倉本聰   | 中山三雄 | およう：緑魔子、伊平：田武謙三 |          |
| 48 | 別れ                 | 09月21日       | 倉本聰   | 小林猛   | 登の父：中村伸郎、もよ：泉晶子、栄次：大山克己、さぶ：蟹江敬三 |          |
| 49 | 一年                 | 09月28日       | 倉本聰   | 中山三雄 | 村井：佐々木剛、いく：真山知子、ふさ：浦辺粂子 |          |

## 関連商品
シナリオ
- 倉本聰コレクション14 赤ひげ（1）（理論社、1984年1月）
- 倉本聰コレクション15 赤ひげ（2）（理論社、1984年2月）

## 現存VTR
当時は2インチVTRが高価だったためNHK公式で現存している映像は、第19話「ひとり」（1973年3月2日放送、文化庁芸術祭優秀賞）のみ。その後第12話「冬の宿」（1973年1月5日）が発掘され、その後の登録は出演者の仁科亜季子の父・十代目岩井半四郎が1/2オープンリールで録画した、第1話「小石川養生所」、第29話「誤診」、元歌手の視聴者からは第32話「退院」、第35話「生きがい」、第49話「一年」（1/2オープンリール、モノクロ）が提供、2016年6月には笈川哲太郎役の瑳川哲朗から第36回「朝露に消ゆ」（1973年6月29日放送、Uマチック）、倉本聰からは第32回「退院」、第47回「ひぐらし」（共にカラー）が提供された。
2017年2月5日放送の『NHKアーカイブス』では、保本登役のあおい輝彦をゲストに迎え、先述の第19話「ひとり」を放送した。

## 藤岡弘失踪事件
本作の保本登役のオーディションには、当時『仮面ライダー』の主役だった藤岡弘が参加し、合格していた。しかし、このことは『仮面ライダー』の制作元である東映・毎日放送にとっては事後報告となり、トラブルが発生した。そのため藤岡は、芸能界引退を宣言し、本作への出演を辞退して一時失踪していた。